# Johann Sigmund Riesch
Johann Sigmund hrabě Riesch (1750 – 1821) byl rakouský generál jezdectva původem ze Švýcar.

## Život
Svou kariéru zahájil u saské armády, roku 1773 odešel do rakouské armády jako nadporučík švališérského pluku Kaiser. Za války o bavorské dědictví získal hodnost rytmistra. Účastnil se taktéž rakousko-turecké války, dosáhl hodnosti plukovníka a velel kyrysnickému pluku Jacquemin. Po vypuknutí francouzských revolučních válek byl převelen k bojovým operacím. Za účast na bitvě u Tirlemontu získal titul hraběte a hodnost generálmajora. V čele švališérského pluku Kinsky participoval na bitvě u Mauberge. Roku 1796 byl povýšen na podmaršálka a následně vedl jezdeckou brigádu v bitvě u Würzburgu.
V roce 1800 velel levému rakouskému křídlu v prohrané bitvě u Hohenlinden. Po znovuobnovení nepřátelství s Francií se Riesch stal velitelem sboru sloužícím pod generálem Mackem v Německu. Utrpěl porážku u Elchingenu od maršála Neye. V roce 1808 získal hodnost generála jezdectva a zároveň s tím funkci zemského velitele v Čechách. Roku 1810 odešel do výslužby.